# Ary França
Ary França (* 30. März 1917 in São Luiz do Paraitinga, São Paulo) ist ein brasilianischer Geograph und Nachfolger Pierre Monbeigs am Geografiedepartement der Universität von São Paulo.

## Leben
França studierte von 1937 bis 1940 an der Fakultät für Philosophie, Wissenschaften und Literatur an der Universität von São Paulo. 1945 erhielt er ein einjähriges Stipendium, um bei Max Sorre (1880–1962) in Paris einen Meteorologiekurs zu besuchen. 1946 promovierte er unter Pierre Monbeig an der Universität von São Paulo mit einer Arbeit über das Klima im Becken von São Paulo. Bald darauf besetzte er den Humangeografie-Lehrstuhl Monbeigs an derselben Universität. Er kehrte nach Frankreich zurück, wo er weiter als Assistent von Max Sorre arbeitete. In weiteren Jahren war er Dozent an der Universidade Estadual de Campinas sowie in Presidente Prudente.
1961 war er Doktorvater von Pasquale Petrone (* 1924), der eine „humangeografische Studie“ über das Ribeira-Becken verfasste. 1984 übersetzte er, zusammen mit Raul de Andrade e Silva, Pierre Monbeigs 1952 veröffentlichtes Buch Pionniers et planteurs de São Paulo ins Portugiesische.
Am 27. Februar 1997 hielt Ary França seine Aula inaugural über „Geografie und Medizin“ an der Fakultät für Philosophie, Literatur und Humanwissenschaften der Universität von São Paulo.

## Schriften
- Aspectos do povoamento da Noroeste: a região de Pirajuí. In: Boletim da Associação dos Geógrafos Brasileiros. 3. Jahrgang, Nr. 3, São Paulo 1943, S. 49–57.
- Guide of excursion 3: The coffee trail and pioneer fringes. Übersetzung von David Maybury Lewis und Renata Hamond. XVIII International Geographical Congress, Rio de Janeiro 1956. (mit Nice Lecocq Müller und Ruy Ozório de Freitas)
- Perequê, uma unidade regional típica. In: Antonio Carlos Sant’Anna Diegues (Hrsg.). Enciclopédia caiçara, volume 4, história e memória caiçara. Hucitec, São Paulo 2005, ISBN 85-271-0690-7, S. 171–187.
- Geografia e medicina. Aula inaugural. Humanitas, São Paulo 1997.